# Jon Louis Bentley
Pour les articles homonymes, voir Bentley.
Ne pas confondre avec Jon Bentley (TV presenter) (en)
Jon Louis Bentley, né le 20 février 1953 à Long Beach en Californie est un informaticien américain. Il est connu pour ses contributions au développement d’algorithmes et pour ses livres d’algorithmique, issus de sa rubrique Programming Pearls du périodique Communications of the  ACM.

## Carrière
Bentley étudie les mathématiques à l’université Stanford et obtient un B.Sc. en 1974, puis en 1976 un M.Sc. et la même année un Ph.D. à l’université de Caroline du Nord à Chapel Hill, sous la direction de Donald Stanat avec une thèse intitulée « Divide and Conquer Algorithms for Closest Point Problems in Multidimensional Space ». Il travaille comme research intern au Palo Alto Research Center en 1973–1974 ; il est visiting scholar au Stanford Linear Accelerator Center durant l'été 1975. De 1975 à 1976 il est boursier gradué de la National Science Foundation.
En 1974, il obtient le deuxième prix du concours d'essais étudiants organisé par l'ACM. En 1977, il est professeur assistant à l’université Carnegie-Mellon ; ensuite il travaille aux Laboratoires Bell. Il supervise les thèses de Charles E. Leiserson, Catherine McGeoch (en) et James B. Saxe.

## Travaux
Bentley invente, en 1975, les arbres kd, une structure de données pour des arbres de recherche multidimensionnels. Avec Thomas Ottmann il publie en 1979 l’algorithme qui porte leurs noms et qui détermine les points d’intersection d’un ensemble de segments de droite ; c'est un des premiers algorithmes en géométrie algorithmique. En 1977, il donne un algorithme pour la généralisation, à deux dimensions, du problème des rectangles de Klee (en) de Victor Klee, article qui est resté à l’état de rapport interne (il s’agit de trouver l’aire d’un ensemble de n rectangles ; Klee pose la question pour un ensemble de n segments de droite, et les deux donnent des algorithmes en temps {\displaystyle O(n\,\log(n))}. En 1999, Bentley publie, avec Douglas McIlroy, l’algorithme VCDIFF, un format et un algorithme pour le codage différentiel, décrit dans la norme RFC 3284,,.
En 2004, Bentley obtient le prix Excellence in Programming du périodique Dr. Dobb's Journal (en).

## Publications

### Articles
- Jon Louis Bentley, Dorothea Haken et James B. Saxe, « A general method for solving divide-and-conquer recurrences », ACM SIGACT News, vol. 12, no 3,‎ septembre 1980, p. 36–44 (DOI 10.1145/1008861.1008865)
- Jon Louis Bentley, « Solution to Klee's rectangle problems », Computer Science Department, Carnegie Mellon University,‎ 1977 — article non publié
- Jon Louis Bentley, « Multidimensional binary search trees used for associative searching », Communications of the ACM, vol. 18, no 9,‎ 1975, p. 509-517 (ISSN 0001-0782, DOI 10.1145/361002.361007)
- Jon Louis Bentley et Thomas Ottmann, « Algorithms for Reporting and Counting Geometric Intersections », IEEE Transactions on Computers, vol. C-28, no 9,‎ 1979, p. 643–647 (DOI 10.1109/TC.1979.1675432)
- Jon Louis Bentley et Douglas McIlroy, « Data Compression Using Long Common Strings », dans Proceeding DCC '99 Proceedings of the Conference on Data Compression, IEEE Computer Society Washington, DC, USA, 29–31 mars 1999 (ISBN 0-7695-0096-X, lire en ligne), p. 287–295

### Livres
- Programming Pearls, ACM Press, 1986  — 2e  éd. Addison-Wesley, 1999   (ISBN 0-201-65788-0).
- More Programming Pearls: Confessions of a Coder, Addison-Wesley, 1988 (ISBN 0-201-11889-0).
- Writing Efficient Programs, Prentice-Hall, 1982 (ISBN 0-13-970244-X).